# Dvenadcataja noč'
Dvenadcataja noč' (Двенадцатая ночь) è un film del 1955 diretto da Jan Borisovič Frid.